# José Ruiz Venegas
José Ruiz Venegas (Jerez de la Frontera, 13 de abril de 1936 - Madrid, 25 de enero de 2018) fue un compositor y letrista español nacido en Cádiz.

## Biografía
José Ruiz Venegas nació en Jerez de la Frontera, en el barrio de San Miguel de gran tradición flamenca, en el seno de una familia humilde. Su padre, José Ruiz Rodríguez era de Sanlúcar de Barrameda y su madre Josefa Dolores Venegas Gil, de Trebujena, más conocida como "La Tata", era la persona que acompañaba a Lola Flores en sus giras por América y ayudaba con el vestuario, ya que tenía conocimientos como modista,  además, eran familia. Su marido José Ruiz Rodríguez y la madre de Lola, María del Rosario Ruiz Rodríguez, eran hermanos. 
Con la llegada de la Guerra Civil viajó a Madrid y comenzó su carrera en el Real Conservatorio Superior de Música de Madrid donde se formó como músico y letrista, para más tarde despegar en su carrera artística.

## Compositor
A lo largo de su vida profesional fue letrista y compuso música y canciones para importantes artistas españoles.
Escribió más de 900 temas de muchos géneros del flamenco, entre los que destacaba la rumba flamenca, que varios artistas españoles hicieron famosos en sus discos y en los escenarios. Compuso temas para María Jiménez, entre los que destaca Se acabó de 1978. También escribió para Lolita, Las Grecas, Bambino, Los Chorbos, Amina, Perlita de Huelva, Pansequito, entre otros artistas.
Se le atribuye la autoría de La minifalda, algo que es erróneo ya que se trata de una obra del letrista José Espinosa y del músico Felipe Campuzano para la cantante Perlita de Huelva, publicándose en 1970 en su disco de sevillanas, titulado Perlita de Huelva en El Rocío, para Discos Belter. Un año más tarde fue versionada por Manolo Escobar para la película Todo es posible en Granada de José Luis Sáenz de Heredia, para el que José Ruiz Venegas adaptó la letra y grabó nuevamente en Discos Belter.
Ruiz Venegas participó también del conocido sonido caño roto con temas como Qué bonito aquella noche y Yo no quiero pensar para Las Grecas y fue autor de varias obras para Los Chorbos lanzados en CBS por José Luis de Carlos.  
Entre sus últimas obras registradas se encuentra el libro Cantes y poemas flamencos que incluyen letras tanto propias como inspiradas en la tradición popular sobre el amor y el desamor, el dolor de la existencia humana o la nostalgia por el paisaje andaluz. Los cantes flamencos se acompañan de poemas camperos y taurinos, elegías, versos satíricos y evocaciones del arte gitano que encarnaron Lola Flores, a la que están dedicados varios sonetos y poesías, Curro Romero o Gitanillo de Triana.
Estuvo vinculado a compañías como Belter, Columbia e Hispavox, en las que el repertorio pop-rock iba unido al género español. 
Murió en Madrid a los 82 años de edad.

## Obra artística
Aparecen 82 obras registradas y 127 colaboraciones según datos de BNE.
- Fiesta en el Rocío. Ruiz Venegas, Gª Tejero. 1969
- Quiero café. Ruiz Venegas-J.B. Turégano-F. Campuzano. 1970
- Fandangos de Huelva. R. Venegas-F. Campuzano. 1971
- Mis lágrimas...Venegas-Santisteban. 1972
- Te pedí una flor. Venegas, Vizcaíno, F. Campuzano. Mucho / S. Tavora, F. Campuzano. 1973
- Yo no quiero pensar. Ruiz Venegas-A. Gabarri. 1975
- Dentro de mis pensamientos. J. R. Venegas, A. Gabarri, M. Losada.1975
- Tendrás una nueva ilusión. J. R. Venegas, A. Losada, A. Gabarri. 1975
- ¿Qué te pasa? J. R. Venegas, A. Gabarri, A. Losada. 1975
- Ven a mis costumbres. J. R. Venegas, M. Losada y A. Gabarri. 1975
- Vuelvo a casa. R. Venegas, A. Gabarri [sic]; arreglo, J. Galvao.
- ¡Ay te quiero! / E. Morente; adapt., R. Venegas; arreglo, J. Galvao. 1975
- Este amor que no me ama. José Ruiz Venegas. 1976
- ¿Quién lo va a saber?. José Ruiz Venegas. 1976
- Nuestra noche. José Ruiz Venegas. 1976
- No renunciaré. José Ruiz Venegas. 1976
- Lo que yo daría. José Ruiz Venegas. 1977
- Te voy a dejar. Letra y música, José Ruíz Venegas. 1978
- Con quince años que tienes; bulerías. P. Carrasco, Ruiz Venegas, J. Cortés. 1978
- Pueblo gitano. J. Ruiz Venegas, A. Gabarri; arreglo, J. Galvao. 1978
- Cuídate. Letra y música de José Ruiz Venegas. 1978
- Se acabó. Ruiz Venegas 1978
- Lo podrás todo. Música, José Ruiz Venegas; letra, Antonio Gallardo Molina. 1979
- Pero mañana. Letra y música, José Ruiz Venegas;1979
- Siempre voy de paso. Música, José Ruiz Venegas; letra, Antonio Gallardo Molina. 1979
- Amémonos. Letra y música, José Ruiz Venegas. 1979
- Igual que tú. Música, José Ruiz Venegas; letra, Antonio Gallardo Molina. 1979
- Por qué seré yo así. Letra y música, José Ruiz Venegas. 1980
- Seguimos igual. Música, José Ruiz Venegas; letra, Miguel Losada. 1980
- Prohibiciones. Letra, José Ruiz Venegas; música, José Ruiz Venegas, Jonny Galvao. 1980
- ¿Acaso no fui yo?. Letra y música, José Ruiz Venegas. 1980
- Acéptame. Letra, Antonio Gallardo Molina, música, José Ruiz Venegas. 1980
- Hoy lograre. Letra y música, José Ruiz Venegas. 1980
- De distinto modo. Ruiz Venegas. 1981
- Alcoba. Letra, Pedro Pérez Flores, música, José Ruiz Venegas. 1982
- Atrévete. Letra y música, José Ruiz Venegas. 1982
- De mi cosecha. Original de José Ruiz Venegas. 1982
- El día menos pensado. Letra, Antonio Gallardo Molina, música, José Ruiz Venegas. 1982
- Hubiera sido tan bonito. Letra, Antonio Gallardo Molina, música, José Ruiz Venegas. 1982
- Estoy llorando...[Este hombre es (R. Venegas-A. Algueró)]. 1982
- Paloma infiel. Letra y música, José Ruiz Venegas. 1982
- Te quiero. Letra y música, José Ruiz Venegas. 1982
- Soy gitana. Letra, Dolores González Flores (Lolita), música, José Ruiz Venegas. 1983
- Incansable pequeñín. Original de José Ruiz Venegas. 1983
- Deja que te ame yo. Letra y música, José Ruiz Venegas. 1983
- Hoy lo lograré. Letra y música, José Ruiz Venegas. 1983
- Bésame. Letra y música, José Ruiz Venegas. 1983
- Camino y camino. Letra, Dolores González Flores (Lolita),  música, José Ruiz Venegas. 1983
- La espera. Letra y música, José Ruiz Venegas. 1983
- Ordeno y mando. Letra y música, José Ruiz Venegas. 1983
- Sueño mío. Letra, Eugenio Carrasco Morales, música, José Ruiz Venegas. 1983
- Triana. Letra, Dolores González Flores (Lolita), música, José Ruiz Venegas. 1983
- Vete con ella, Letra, Dolores González Flores (Lolita), música, José Ruiz Venegas. 1983
- El herrero. Ruiz Venegas. 1986
- Tápame. Ruiz Venegas. 1986
- Cantes y poemas flamencos. José Ruiz Venegas. 2003